# Kameleon (serial telewizyjny 2001)
Kameleon – polski serial sensacyjny z 2001.

## Opis fabuły
Policjant Leon Kamelski niechcący przyczynił się do śmierci młodej dziewczyny, potrącając ją na drodze samochodem. Powiadomił o zdarzeniu policję, a następnie uciekł z miejsca zdarzenia, starając się zatuszować swój udział w tym zdarzeniu. Następnego dnia podjął jednak w tej sprawie śledztwo.

## Obsada
- Piotr Machalica − Leon Kamelski "Kameleon"
- Ewa Błaszczyk − Lena Kamelska
- Dorota Kwiatkowska − Anna Duracz
- Dorota Kamińska − Agata
- Artur Steranko − inspektor Jerzy Kryński
- Henryk Talar − nadkomisarz Adam Szponder
- Krzysztof Stroiński − Kajtek
- Magdalena Wójcik − "Blondi"
- Jerzy Bończak − Gabriel "Gary" Saks
- Aneta Todorczuk-Perchuć − Weronika Kamelska
- Mirosław Jękot − Breda
- Arkadiusz Janiczek − podkomisarz Wirgiliusz Seta
- Beata Kawka − sekretarka Basia
- Karol Strasburger − Staszek
- Sławomira Łozińska − Mila, żona Adama Szpondera
- Marek Richter − "Prezes"
- Marcin Troński − kierownik klubu sportowego
- Cezary Morawski − lekarz
- Henryk Niedubek − "Gajowy"
- Ryszard Jabłoński − policjant Gienek
- Witold Wieliński − Boczek
- Janusz Bukowski − Kowal, właściciel restauracji
- Irena Telesz − babcia Weroniki
- Karolina Dryzner − Kasia
- Lech Dyblik − drwal
- Władysław Jeżewski − burmistrz
- Urszula Rodziewicz − sekretarka burmistrza
- Hanna Wolicka − żona burmistrza
- Tadeusz Madeja − Włodzio, właściciel zakładu pieczątkarskiego
- Marian Czarkowski − sprzedawca
- Stefan Kąkol − Czesio, szef pizzerii
- Bartłomiej Jacyna − dealer
- Marcin Popczyński − ochroniarz
- Natasza Łysiak − Magda Duracz
- Bogusław Sar − szatniarz
- Agnieszka Marzec − pielęgniarka
- Maciej Mydlak − goryl
- Ireneusz Kozioł − "Byk"
- Barbara Berent − licealistka
- Rafał Kliszewski − licealista
- Paweł Małaszyński − ćpun

Ponadto: Jarosław Borodziuk, Maciej Brzoska, Marcin Brzozowski, Marcin Ciurapiński, Zbigniew Chrzanowski, Piotr Cichoń, Monika Dawidziuk, Małgorzata Dzieleńska, Andrzej Fabisiak, Beata Fido-Wawrzyniak, Tomasz Groblewski, Agnieszka Harasimowicz, Zbigniew Marek Hass, Ryszard Janikowski, Grażyna Jaśkiewicz Steranko, Eugeniusz Karczewski, Joanna Król, Elżbieta Komorowska, Ariel Kaszyca, Radosław Kiszewski, Jolanta Kłoszewska, Stanisław Kołowajtysz, Urszula Kosińska, Marian Krawczyk, Anita Kumecka-Stankiewicz, Ewa Lubińska, Dariusz Malinowski, Aneta Mundzia, Marek Napiórkowski, Wiesław Nideraus, Wojciech Olkowski, Michał Opaliński, Michał Ozierow, Paulina Pawłowska, Monika Piotrowska, Robert Piskórz, Jolanta Rakiel-Sugier, Malwina Rubak, Bolesław Woźniak, Klaudiusz Woźniak, Karina Zembrzuska, Anna Zalewska-Ciurapińska, Joanna Ziółek, Lucyna Żołnierek

## Lokacja
- Szczytno